# 歼-12

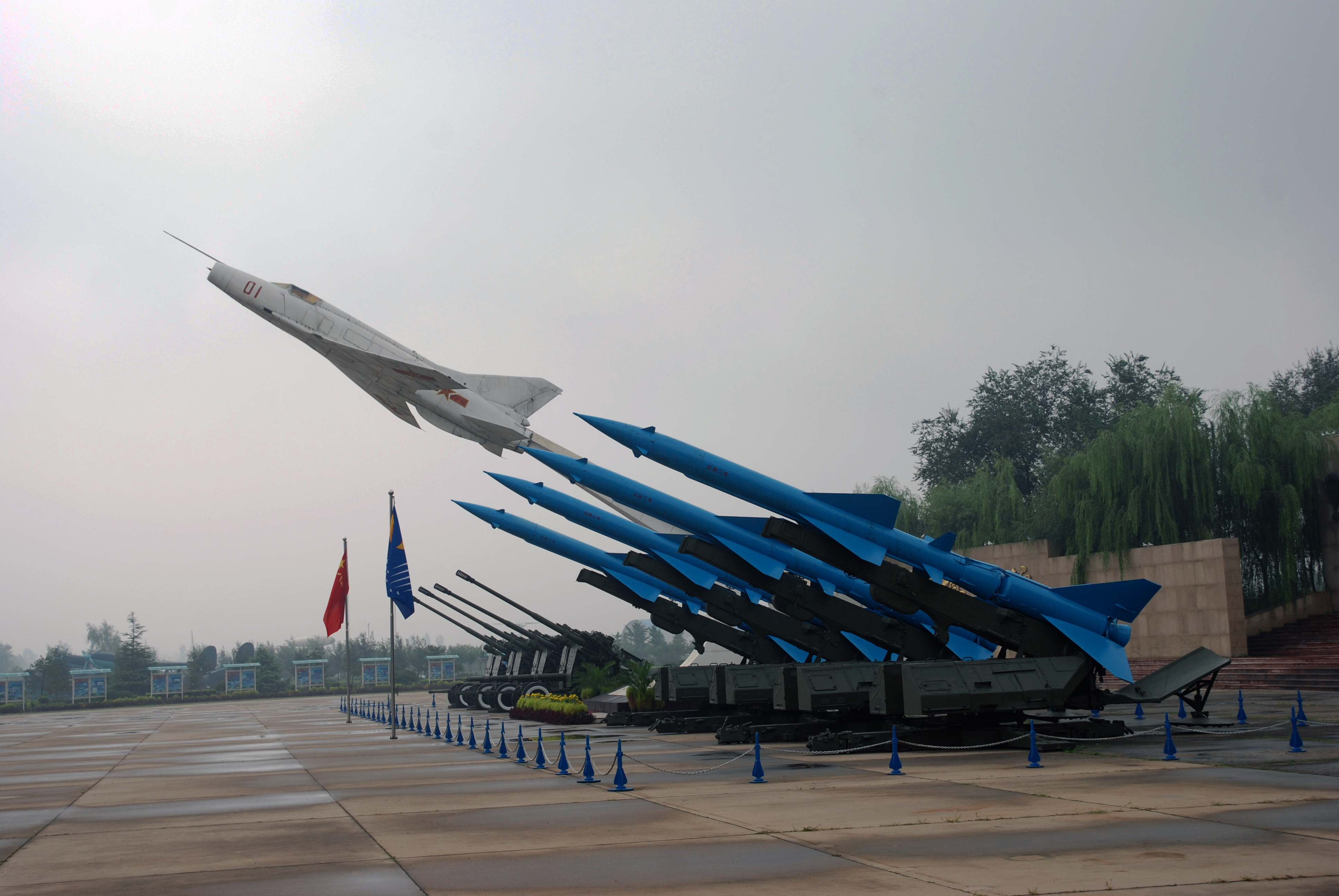

歼-12超音速超轻型歼击机，是南昌飞机制造厂於1970年代前期为中国人民解放军空军研制的前线战斗机。

## 设计开发历史
1960年代中后期，中国空军根据当时的局部战争的经验，特别是第三次中东战争、越南战争的空战以及中国空军与海航在海南岛及广西云南边陲与美军的防空作战实践证明，即使在广泛使用空空导弹的情况下，战斗机在近距离时利用机炮进行格斗仍不可避免。格斗中，战斗机常被迫以尽可能小的转弯半径或尽可能快的转弯速率，绕到敌手后方，占据有利的射击位置。速度较低或机体重量较轻的飞机，如越南人民军空军的米格-17在空中格斗中与美国的F-105、F-4相比在某些方面还是有优势；中国军队当时也用歼五、歼六在国土防空作战中击落美军的现代化战机。中国空军预计未来战争中空军机场是敌方打击摧毁的重要目标，短距起降、维护简单、造价低廉、随时能打随地能战的小型歼击机就像空中的游击队员，可以在敌方预计不到的地方出现，“适应人民战争需要、实现广泛、分散的空中游击战”。为此，中国空军提出研制、装备超轻型前线战斗机，重量在4吨左右，可以装在卡车上机动转场部署；机动性好，主要是加速能力、爬升和盘旋性能突出。
1969年8月，中央军委批准了空军航空工业领导小组（当时空军对第三机械工业部实行军管）向南昌飞机制造厂设计室及沈阳飞机设计研究所分别下达了“小歼”研制任务，要求设计小、轻、灵类型的超轻型歼击机。南昌飞机制造厂完成了这种飞机的方案设计。空军负责装备科研的副司令员曹里怀担心方案的可靠性，要求南昌飞机制造厂到沈阳飞机设计研究所征求对方案的意见。
南昌飞机制造厂以陆孝彭任主设计师，用1年零5个月的时间，完成了歼十二详细设计、主要风洞试验、强度试验和系统模拟试验。1970年3月，型号名称定为歼十二。原型机于1970年12月26日首次试飞成功。首批制成3架样机。随后针对试飞中发现的问题（如超音速气动问题），对飞机做了10多项重大改进，重新发图、制造。改进后的飞机于1975年7月1日试飞成功，至1977年1月止，歼-12共试飞一百多架次，完全达到原下达的战术技术指标的要求。
歼-12空重仅3.1吨，是世界上最轻的超音速战斗机。1973年9月10日，歼-12在北京汇报表演，叶剑英对飞机性能赞誉有加，称其为“空中李向阳”。但是受限于过小的身材，飞机的携带武器量，航程等均受到限制。加上机头进气，歼-12也无法装载机载雷达，最终空军没有批量生产订货。

## 性能数据
歼十二飞机装一台涡喷六发动机，飞机重4.1吨，最大马赫数1.8，机内燃油贮量为1250千克，可带两个400升的副油箱最大航程为1385千米。机载武器是1门30毫米机炮，备弹80发；1门23毫米机炮，备弹120发；另外可挂2枚红外制导的空对空导弹。飞机采用机头进气形式，这是因为当时装机发动机只有细长的涡喷六可用，如果机身两侧进气，飞机长度将严重超限。
- 全長：10.30 m
- 全幅：7.20 m
- 全高：3.73 m
- 翼面積：16.0 m²
- 空重：3,172 kg
- 最大離陸重量：4,530 kg
- 最大速度：1,300 km/h
- 发动机：1台WP-6Z（推力2,500 kg）
- 航程距離：688 km
- 升限：16,970 m
- 升力：10,800 m/min
- 機員：1名
- 1门30毫米机炮、1门23毫米机炮、2枚飛彈掛載點